# Mexicana-Flug 801
Auf dem Mexicana-Flug 801 (Flugnummer: MX801, Funkrufzeichen: MEXICANA 801), einem internationalen Linienflug von Chicago nach Mexiko-Stadt verunglückte am 21. September 1969 eine Boeing 727-64 der Mexicana de Aviación bei der Landung auf dem Flughafen Mexiko-Stadt, als sie 1500 Meter vor der Landebahn auf dem Boden aufschlug. Bei dem Unfall wurden von den 118 Personen an Bord 27 Insassen getötet.

## Maschine
Bei dem verunglückten Flugzeug handelte es sich um eine Boeing 727-64, die zum Zeitpunkt des Unfalls zwei Jahre und elf Monate alt war. Die Maschine wurde im Werk von Boeing auf dem Boeing Field im Bundesstaat Washington montiert. Die Maschine trug die Werknummer 19255, es handelte sich um die 331. Boeing 727 aus laufender Produktion. Die Maschine absolvierte am 26. Oktober 1966 ihren Erstflug, ehe sie am 8. November 1966 mit dem Luftfahrzeugkennzeichen XA-SEJ neu an die Mexicana de Aviación übergeben wurde. Das dreistrahlige Mittelstrecken-Schmalrumpfflugzeug war mit drei Turbojettriebwerken des Typs Pratt & Whitney JT8D-7B ausgestattet.

## Passagiere und Besatzung
Den internationalen Linienflug von Chicago nach Mexiko-Stadt hatten 111 Passagiere angetreten. Es befand sich eine siebenköpfige Besatzung an Bord.

## Unfallhergang
Die auf dem Flughafen Chicago gestartete Maschine befand sich im Anflug auf Mexiko-Stadt, als die Piloten die Freigabe zum ILS-Anflug auf Landebahn 23L erhielten. Die Maschine verlor plötzlich an Höhe und schlug mit ausgefahrenem Fahrwerk und Vorflügeln, auf 30 Grad ausgefahrenen Landeklappen, eingefahrenen Störklappen sowie einer nach oben ausgerichteten Flugzeugnase 1500 Meter vor der Landebahn auf dem Boden auf. Die Maschine prallte daraufhin ab und stieg wieder in die Luft, bis das Fahrwerk und der vordere Rumpf gegen einen Bahndamm prallten. Die Maschine brach daraufhin auseinander, Teile der Boeing wurden nach dem Aufprall in ein Gewässer geschleudert. Von den 118 Insassen kamen 27 ums Leben.

## Ursache
Vom Flugdatenschreiber konnten keine Daten abgerufen werden, da dieser zwei Tage vor dem Unfall falsch installiert worden war. Der Cockpit Voice Recorder wurde entfernt und kein Ersatz installiert. Aufgrund fehlender Daten konnte der Unfall daher nicht restlos aufgeklärt werden.